# Ијде
Ијде (ест. Iide) малено је село на западу Естоније. Налази се на крајњем југозападу острва Сареме, на полуострву Сорве, и административни је центар општине Торгу у округу Сарема. 
Према подацима са пописа становништва 2011. у селу је живело свега 42 становника.